# Adrastus juditae
Adrastus juditae là một loài bọ cánh cứng trong họ Elateridae. Loài này được Laibner miêu tả khoa học năm 1991.